# Tina Zeltner
Tina Reiter (* 23. Dezember 1992  als Tina Zeltner in Neunkirchen) ist eine österreichische Judoka. Sie trägt den 2. Dan.

## Biografie
Tina Zeltner maturierte am Bundesgymnasium Zehnergasse.
Sie kämpft für den JC Wimpassing. Beim Weltcup in Tallinn gewann sie 2012 die Silbermedaille. Zeltner war ab 2012 Kaderangehörige des Heeresleistungssportzentrums.
Sie beendete ihre Karriere in 2016.

## Mannschaftsmeisterschaften
Gemeinsam mit der Mannschaft des UJZ Mühlviertel kämpfte sie im Jahr 2023 in der Frauen Judo Bundesliga. In der ersten Runde, am 4. Juni 2023, konnte sie drei ihrer vier Kämpfe vorzeitig gewinnen.

## Erfolge (Auswahl)
Folgende Erfolge konnte Zeltner jeweils in der 57-kg-Gewichtsklasse erreichen:
- 1. Rang World Cup San Salvador 2012
- 1. Rang österreichische Staatsmeisterin  2009, 2010[4], 2017[9]
- 2. Rang World Cup Abu Dhabi 2012
- 2. Rang PJC World Cup Tallinn 2012
- 2. Rang PJC World Cup Miami 2012
- 2. Rang PJC World Cup Bukarest 2012
- 2. Rang European U20 Championships Samokow 2010
- 3. Rang IJF Grand Prix Samsun 2013
- 3. Rang World Junior Championships U20 Kapstadt 2011
- 3. Rang European U20 Championships Jerewan 2009

## Privates
Zeltner war in einer Beziehung mit Georg Reiter. Sie heirateten 2023. Zusammen haben sie zwei Kinder.
Sie unterrichtete in der Volksschule Prambachkirchen.